# Anomalia di Peters
L'anomalia di Peters o glaucoma congenito di Peters è una malformazione congenita molto rara che consiste in un'anomala opacità corneale centrale con formazione difettosa dello stroma corneale posteriore, della membrana di Descemet e dell'endotelio corneale. Si riscontra un'adesione tra la cornea e il cristallino dell'occhio, così come un'adesione, perifericamente, tra la cornea e l'iride.
In veterinaria, questo genere di malformazione è stato sospettato in alcuni gatti.

## Epidemiologia e storia
L'incidenza dell'anomalia di Peters è inferiore ad un caso ogni milione di individui; l'ereditarietà, autosomica, può essere dominante o recessiva. È stata riportata un'associazione tra questa malformazione ed altre anomalie genetiche: dismorfismi facciali, ipospadia, trisomia 13, trisomia 14, trisomia 15, sindrome di Jacobsen, sindrome di Norrie. La sindrome di Peters-Plus è una condizione nella quale, insieme all'anomalia di Peters, sussistono nanismo e ritardo mentale.
La malformazione è stata descritta per la prima volta dall'oculista tedesco Albert Peters nel 1906.

## Eziologia
Sono state individuate svariate mutazioni genetiche in grado di determinare l'anomalia fenotipica in questione:
- Una del gene FOXC1, sul cromosoma 6, nel locus genico p25.3, autosomica dominante[5]
- Una del gene PAX6, sul cromosoma 11, nel locus genico p13, autosomica dominante[6]
- Una del gene PITX2, sul cromosoma 4, nel locus genico q25, autosomica dominante[7]
- Una del gene CYP1B1, sul cromosoma 2, nel locus genico p22.2[8]
- Una del gene RIEG1, sul cromosoma 4, nel locus genico q25, autosomica dominante[9]
- Una del gene FOXE3, sul cromosoma 1, nel locus genico p33, autosomica recessiva[10]

## Patogenesi
La migrazione delle cellule mesencefaliche dalla cresta neurale, alla fine della terza settimana dell'embriogenesi, risulta alterata in caso di anomalia di Peters. Lo sviluppo anormale della rete trabecolare della cornea porta al glaucoma, spesso bilaterale; anche la membrana di Descemet e l'endotelio corneale centrale si sviluppano in modo anomalo, portando ad opacità corneale centrale e a sinechia (fusione anomala) irido-corneale dalla periferia al centro. La camera anteriore è più stretta del normale e può aderire al cristallino, provocando cataratta.

## Clinica
I casi di anomalia di Peters sono ripartibili in due diverse tipologie:
- Anomalia di tipo 1: senza coinvolgimento del cristallino, con anomalie a carico solo dell'iride, dell'endotelio corneale e della membrana di Descemet
- Anomalia di tipo 2: con coinvolgimento aggiuntivo del cristallino (aderenze cheratolenticolari), più frequentemente bilaterali; opacità corneale più marcata che nel tipo 1

### Segni e sintomi
Il quadro clinico è costituito da:
- Esordio di sintomi e segni in epoca neonatale o comunque durante l'infanzia
- Difetto congenito circoscritto della membrana di Descemet con opacità corneale centrale
- Aderenza cheratolenticolare centrale con appiattimento della camera anteriore, sinechia anteriore periferica, talvolta anche cataratta polare anteriore
- Glaucoma secondario (nel 50-70% dei pazienti; quando presente, esso è bilaterale nell'80% dei casi)
- Eventuali ulteriori anomalie oculari: microcornea, microftalmia, sclerocornea, coloboma

### Esami strumentali
Esami oftalmologici specifici possono permettere di diagnosticare l'anomalia di Peters; ad essi possono essere aggiunte tecniche di imaging per evidenziare eventuali ulteriori difetti strutturali a carico degli occhi dei pazienti affetti dalla malformazione.

### Diagnosi differenziale
È possibile effettuare una diagnosi differenziale dell'anomalia di Peters distinguendola da altre condizioni, quali:
- Distrofia corneale posteriore polimorfa
- Sindrome endoteliale iridocorneale
- Distrofia endoteliale ereditaria congenita
- Distrofia corneale stromale congenita
- Sindrome di Rieger
- Sindrome da rosolia congenita